# تورچ (مرورگر وب)
تورچ (به انگلیسی: Torch) یک مرورگر وب و مجموعه اینترنت مبتنی بر کرومیوم است که توسط تورچ مدیا مستقر در کارولینای شمالی ساخته شده‌است. این مرورگر وظایف مشترک مرتبط با اینترنت مانند نمایش وب‌سایت‌ها، به اشتراک‌گذاری وب سایت‌ها از طریق شبکه‌های اجتماعی، بارگیری تورنت، تسریع در بارگیری‌ها و گرفتن رسانه‌های آنلاین را انجام می‌دهد. مرورگر تورچ نرم‌افزار رایگان تجاری است.
تورچ براساس کد منبع کرومیوم و با تمام افزودنی‌ها و برنامه‌های افزودنی موجود در فروشگاه کروم سازگار است. در ۱۸ ژوئن ۲۰۱۳، تورچ اعلام کرد که از ۱۰ میلیون کاربر فعال پیشی گرفته‌است.
سایت تورنت پایرت بی تاییدیه‌های پولی تورچ را در وب سایت خود اجرا کرده‌است.

## امکانات
سرویس گیرنده داخلی بیت تورنت کلاینت به کاربران اجازه می‌دهد تا فایل‌های تورنت را بارگیری کنند. کاربران می‌توانند به‌طور مستقیم سایت‌ها، فیلم‌ها، نتایج صوتی و جستجو را با حساب‌های فیسبوک و توییتر خود به اشتراک بگذارند.
در ۱۸ ژوئن ۲۰۱۳، تورچ نسخه اصلی نسخه مک و ویندوز را منتشر کرد که شامل یک شتاب‌دهنده بارگیری یکپارچه بود. همین نسخه همچنین تورچ موزیک را معرفی کرد، یک سرویس رایگان کشف موسیقی اجتماعی که ویدیوهای موسیقی موجود در یوتیوب را با رابط کاربر‌پسند سازماندهی می‌کند. کاربران می‌توانند به راحتی فیلم‌های موسیقی را پیدا و پخش جریانی کنند، لیست پخش ایجاد کنند و گزینه‌های موسیقی دوستان فیسبوک خود را دنبال کنند. تورچ موزیک مستقیماً در مرورگر تورچ ادغام شده‌است که شامل یک کنترلر تعبیه شده برای کنترل موسیقی از هر برگه مرورگر است.
در تاریخ ۱ ژوئیه ۲۰۱۳، نسخه "Torch ۲۵٫۰٫۰٫۳۷۱۲" منتشر شد. این نسخه شامل قابلیت بارگیری فیلم‌های اینستاگرام و واین با یک کلیک بود. توانایی تورچ برای بارگیری فیلم‌های اینستاگرامی در سی‌نت تکزیلا دیلی ارائه شد.
در تاریخ ۲۶ فوریه ۲۰۱۴، نسخه "Torch 29.0.0.6508" منتشر شد. این نسخه شامل توانایی شخصی‌سازی ظاهر و احساس صفحات کاربران در فیس بوک با استفاده از موضوعات از پیش تعیین شده بود. کاربران می‌توانند این مضامین را سفارشی کنند یا خودشان را ایجاد کنند. اگر کاربر اصلی اجازه این کار را بدهد، صفحه سفارشی کاربر برای او و هر کسی که از یک مرورگر تورچ دیگر به صفحه کاربر اصلی مراجعه می‌کند قابل مشاهده است.
در تاریخ ۲۰ مه ۲۰۱۴، نسخه "Torch 33.0.0.6975" منتشر شد. این نسخه موتور کرومیوم مورد استفاده توسط تورچ را به روز کرد و یک پخش کننده تعبیه شده را برای پخش جریانی بارگیری‌شده قبل از اتمام بارگیری معرفی کرد.

## پذیرایی
مرورگرها با افزودن ویژگی‌ها و قابلیت‌ها، مرور زمان را مرور کردند. نسخه‌های اولیه مرورگر بررسی‌های متفاوتی را دریافت کرده‌اند، برخی از ترکیب ویژگی جالب آن ستایش می‌کنند و برخی دیگر به عدم پشتیبانی اضافی اشاره می‌کنند (مسئله‌ای که در نسخه‌های جدید حل شده‌است).
در اکتبر ۲۰۱۲، بلاگ هرالد در مورد تورچ گفت: "مرورگر وب تورچ بر روی یک چارچوب سبک ساخته شده‌است که به نظر می‌رسد امنیت مناسبی دارد. اگر دوست دارید در هنگام گرفتن فایل‌های مختلف به مرور وب بپردازید، این می‌تواند مرورگر مناسبی برای انبار برنامه‌های وب شما باشد. به طور کلی من از مرورگر تورچ راضی بوده‌ام و فقط امیدوارم که به رشد خود ادامه دهد تا بتوان ویژگی‌های اشتراک‌گذاری اجتماعی بیشتری را تجربه کرد و پرونده‌های بیشتری را گرفت.
سی‌نت در بازبینی تورچ در دسامبر ۲۰۱۲ در مورد "Torch ۲٫۰٫۰٫۱۶۱۴" گفت: "یک مرورگر وب همه در یک چیز عطسه نیست، اما مرورگر تورچ قصد ندارد شما را از کروم یا فایرفاکس دور کند. در حالی که گزینه‌هایی دارد که به اشتراک‌گذاری و رسانه‌های اجتماعی را نسیم می‌کند، مرورگر تورچ فقط آن‌قدر منحصربه‌فرد نیست که بتواند قلب مردم را جلب کند. در عملکرد آن عقب است و ویژگی‌های اصلی آن ارزش انجام سوئیچ را ندارد. . . مرورگر تورچ سعی می‌کند با یک مرورگر وب همه در یک وب سایت خود را پیدا کند. با این حال، هیچ یک از کارها را به خوبی انجام نمی‌دهد تا جایگزین آنچه در حال حاضر استفاده می‌کنید، شود. هنگامی که از این تازگی عبور کردید، آشکار می‌شود که مرورگر تورچ به اندازه یک پورتال وب قدرتمند نیست. نسبت به مرورگرهای دیگر به طور محسوسی کندتر است و از همان پشتیبانی اضافی برخوردار نیست. طرح فقط یک برش از تنظیم بوم باز سایر مرورگرهای محبوب‌تر است. هیچ یک از این موارد به این معنی نیست که استفاده از آن همه تجربه بدی است. مرورگر تورچ هنوز محافل اطراف اینترنت اکسپلورر را اجرا می‌کند و می‌تواند یک ارتقا عمده مهم در آنجا باشد. اگرچه تورچ تهدیدی برای فایرفاکس یا کروم نیست، اما استفاده از این مرورگر به اندازه کافی آسان است و فقط ممکن است کاربران اینترنت اکسپلورر را تحت تأثیر قرار دهد. بارگیری‌کنندگان سنگین ممکن است از بارگیری تورنت و مدیا پلیر همراه آن لذت ببرند.
مشاور رایانه شخصی، در بازبینی جدیدترین نسخه در آوریل ۲۰۱۳، به تورچ ۳٫۵/۵ ستاره داد و آن را ستود: "این یک مرورگر یک جایگزین عالی است که موارد اضافی جالب را در بالای موتور کروم اضافه می‌کند. ارزش آن را دارد که امتحانش کنید".
در مارس ۲۰۱۵، انتشارات تک‌ریدار با بررسی جیمی هینکس، نوشت "تورچ ۳۹ یک جایگزین عالی برای هر کسی است که به دنبال یک مرورگر هنجارشکن است".

## انتقاد

### بسته نرم‌افزاریناخواسته
تورچ مدیا به شرکت‌هایی مانند Ask.com برای طراحی برنامه‌های ناخواسته بالقوه که در مرورگر اجرا می‌شوند، مبالغی پرداخت کرد. در این برنامه‌ها، ممکن است از کاربران خواسته شود هنگام نصب برنامه، نوار ابزار جستجو یا برنامه‌های تبلیغاتی را نصب کنند. این برنامه‌ها معمولاً یک یا چند مورد زیر را انجام می‌دهند:
- صفحه اصلی مرورگر کاربر را به صفحه‌ای برای تبلیغات تغییر می‌دهند.
- موتور جستجوی پیش‌فرض کاربر را تغییر می‌دهند.
- از تغییر صفحه اصلی و موتور جستجوی پیش‌فرض کاربر جلوگیری می‌کنند.
- داده‌های مربوط به رفتار مرور کاربر در اینترنت را جمع‌آوری و بارگذاری می‌کنند.
- نوارابزارها را به مرورگرهای کاربر اضافه می‌کنند.
- تزریق تبلیغات به وب‌سایت‌هایی که توسط کاربر بازدید می‌شوند.

در حالی که برخی این روش‌ها را بحث‌برانگیز می‌دانند، به کاربران این فرصت داده می‌شود که از نرم‌افزارهای حامی مالی انصراف دهند و تورچ ادعا می‌کند که بدون این نرم‌افزارها هم خوب کار می‌کند.
تورچ ادعاهای ضد و نقیضی در مورد نرم‌افزاری که همراه آن است ارائه می‌دهد. عیب‌یاب آنلاین آن‌ها ادعا می‌کند که «تورچ نوار ابزار اضافی را نصب نمی‌کند». در عین حال اظهار می‌دارد که «نصب‌کننده تورچ ممکن است یک نوار ابزار Ask.com اختیاری در صفحه دیگری داشته باشد».